# Rejon symferopolski
Rejon symferopolski – jednostka administracyjna wchodząca w skład Republiki Autonomicznej Krymu na Ukrainy.
Rejon utworzony w 1965. Ma powierzchnię 1753 km² i liczy około 149 tysięcy mieszkańców. Siedzibą władz rejonu jest Symferopol.
Na terenie rejonu znajdują się 1 miejska rada, 4 osiedlowe rady i 18 silskich rad, obejmujących w sumie 92 miejscowości.